# Anapisona aragua
Espèce
Anapisona aragua est une espèce d'araignées aranéomorphes de la famille des Anapidae.

## Distribution
Cette espèce se rencontre au Venezuela et en Colombie.

## Description
Le mâle holotype mesure 0,72 mm et la femelle paratype 1,00 mm.

## Étymologie
Son nom d'espèce lui a été donné en référence au lieu de sa découverte, l'État d'Aragua.

## Publication originale
- Platnick & Shadab, 1979 : A review of the spider genera Anapisona and Pseudanapis (Araneae, Anapidae). American Museum Novitates, no 2672, p. 1-20 (texte intégral).